# Пендерс, Майк
Майк Луи́с Пе́ндерс (нидерл. Mike Louis Penders; родился 31 июля 2005) — бельгийский футболист, вратарь английского клуба «Челси», выступающий на правах аренды за французский «Страсбур».

## Клубная карьера
Футбольную карьеру начинал в юношеских командах «Борсем Спорт» и «Брегел Спорт». В 2018 году присоединился к футбольной академии «Генка». 30 апреля 2021 года подписал свой первый контракт с клубом, в мае 2022 года продлил контракт до 2025 года. 28 июля 2024 года дебютировал в основном составе «Генка», выйдя в стартовом составе в матче высшего дивизиона бельгийского чемпионата против «Стандарда».
27 августа 2024 года подписал контракт с английским клубом «Челси». Согласно условиям соглашения сезон 2024/25 он проведёт в аренде в «Генке», а летом 2025 года присоединится к лондонской команде.

## Карьера в сборной
Выступал за сборные Бельгии до 17, до 18 и до 19 лет.